# خوسيه أنتونيو كاماتشو
خوسيه أنتونيو كاماتشو (بالإسبانية: José Antonio Camacho)، من مواليد 8 يونيو 1955 في مورسيا في إسبانيا، لاعب كرة قدم إسباني سابق، ومدرب كرة قدم إسباني حالي.
لعب مع نادي ريال مدريد منذ عام 1973 وحتى عام 1989، وشارك معهم في 414 مباراة وسجل 9 أهداف.
لعب مع منتخب إسبانيا لكرة القدم.
درب منتخب إسبانيا لكرة القدم بين عامي 1998 و2002، ودرب نادي ريال مدريد في موسم 2004/2005.
و مند 2011 و هو يدرب منتخب الصين لكرة القدم

## روابط خارجية
- خوسيه أنتونيو كاماتشو على موقع الاتحاد الدولي (مؤرشف)  (الإنجليزية)
- خوسيه أنتونيو كاماتشو على موقع قاعدة بيانات كرة القدم.إي يو (الإنجليزية)
- خوسيه أنتونيو كاماتشو على موقع ناشيونال فوتبول تيمز (الإنجليزية)